# Iázide ibne Abi Sufiane
Iázide ibne Abi Sufiane (em árabe: يزيد بن ابي سفيان; romaniz.: Yazid ben Abi Sufyan ou Yazid ibn Abi Sufyan; lit. "Iázide, filho de Abi Sufiane"; m. 639) foi um dos companheiros de Maomé (Sahaba) e um general árabe muçulmano que se notabilizou durante a conquista islâmica da Síria e Levante ao Império Bizantino, na qual foi um dos principais comandantes.

## Vida
Iázide era o filho mais velho de Abu Sufiane ibne Harbe e irmão do que viria a ser o poderoso governador muçulmano da Síria e posteriormente o primeiro califa omíada, Moáuia I (r. 661–680). O seu pai era o governador de Meca e um dos principais líderes da tribo dos coraixitas (Quraych). Juntamente com o pai, o irmão, e a generalidade dos coraixitas, Iázide combateu Maomé e os seus seguidores até estes terem tomado Meca em 630, após o que se converteram ao Islão. Uma das batalhas em que participaram contra Maomé foi a Batalha de Hunaine, travada em 630 numa das rotas que conduzia a Meca.[carece de fontes?]
Após ter-se convertido, Iázide tornou-se rapidamente um dos dirigentes da comunidade muçulmana, da qual seria uma das figuras mais destacadas durante o reinado dos califas ortodoxos Abacar e Omar. Nomeado comandante do corpo expedicionário enviado contra a Síria bizantina em 632, Iázide escolheu como porta estandarte o seu irmão Moáuia. Iázide ficou conhecido por vários feitos militares notáveis nos primeiros conflitos das guerras bizantino-árabes, entre eles a tomada da fortaleza bizantina de Filadélfia (atualmente Amã, a capital da Jordânia) e a participação na conquista de Damasco, que lhe valeu ter sido nomeado governador de desta última, embora na dependência de Abu Ubaidá ibne Aljarrá, o governador-geral da Síria.[carece de fontes?]
Iázide morreu em novembro de 639 devido à peste contraída em Emaús Nicópolis (em árabe: Amwâs), no decurso de uma epidemia que grassava no Hejaz e na Síria e que também vitimou Abu Ubaidá. Após a morte de Iázide e Abu Ubaidá, o califa Omar nomeou Moáuia como governador da Síria, um cargo que ocuparia até ascender a califa em 661, apesar do califa Ali ter tentado removê-lo do cargo quando subiu ao poder.